# 345763 Pompiere
345763 Pompiere este o planetă minoră (asteroid) din centura de asteroizi. A fost descoperită pe 13 martie 2007 la osservatorio astronomico della Montagna Pistoiese⁠(d) de . 
Obiectul prezintă o orbită caracterizată de o semiaxă mare de 2,249736738141 UAi, o excentricitate de 0,13392914803407, o înclinație de 3,5145194707944 ° în raport cu ecliptica.